# Instance de la bonne gouvernance et de la lutte contre la corruption
L'Instance de la bonne gouvernance et de la lutte contre la corruption est une instance constitutionnelle tunisienne créée par la Constitution de 2014.

## Histoire
L'instance n'a encore pas vu le jour. 
Sa mise en place est néanmoins en cours vu que l'Assemblée des représentants du peuple a publié la liste des candidats le 22 juin 2018.

## Fonctionnement
D'après l'article 125, l'instance jouit de l'autonomie financière et administrative. Elle doit en outre présenter un rapport annuel à l'Assemblée des représentants du peuple.
L'article 130 de la Constitution définit le rôle de l'instance comme suit :

« L’Instance de la bonne gouvernance et de la lutte contre la corruption contribue aux politiques de bonne gouvernance, d’empêchement et de lutte contre la corruption, au suivi de leur mise en œuvre et à la diffusion de la culture y afférente. Elle consolide les principes de transparence, d’intégrité et de responsabilité.
L’Instance est chargée de relever les cas de corruption dans les secteurs public et privé. Elle procède aux investigations et à la vérification de ces cas et les soumet aux autorités concernées.
L’Instance est obligatoirement consultée sur les projets de loi se rapportant à son domaine de compétence. Elle peut donner son avis sur les textes réglementaires généraux se rapportant à son domaine de compétence. »

## Composition
Les neuf membres sont désignés par l'Assemblée des représentants du peuple sur la base de leur intégrité, de leur indépendance et de leurs compétences pour un mandat unique de six ans, avec renouvellement du tiers des membres tous les deux ans d'après l'article 130.
La liste des membres est toujours inconnue en juillet 2018.